# Richard Kröll
Richard Kröll (Finkenberg, 15 marzo 1968 – Kaltenbach, 5 ottobre 1996) è stato uno sciatore alpino austriaco.

## Biografia
Gigantista e supergigantista originario di Ginzling di Finkenberg, Kröll debuttò in campo internazionale in occasione dei Mondiali juniores di Jasná 1985; l'anno dopo, nella rassegna iridata giovanile di Bad Kleinkirchheim 1986, vinse la medaglia d'argento nello slalom speciale e nella combinata e quella di bronzo nello slalom gigante. In Coppa del Mondo il suo primo piazzamento di rilievo fu il 15º posto ottenuto nello slalom gigante di Saalbach-Hinterglemm del 25 marzo 1988 e la prima vittoria, nonché primo podio, quella nello slalom gigante disputato sulla Gran Risa dell'Alta Badia il 14 gennaio 1990,
Preso parte ai Mondiali di Morioka 1993, sua prima presenza iridata, piazzandosi 11º nello slalom gigante; il 16 marzo 1995 colse a Bormio in supergigante la sua ultima vittoria in Coppa del Mondo, mentre il suo ultimo podio nel massimo circuito internazionale fu il 2º posto ottenuto in supergigante il 2 dicembre 1995 a Vail. Il 18 gennaio 1996 conquistò l'ultima vittoria, nonché ultimo podio, in Coppa Europa, a Les Orres in supergigante; ai successivi Mondiali della Sierra Nevada, sua ultima presenza iridata, nella medesima specialità fu 20º.
In quello stesso 1996, all'apice dell'attività agonistica e all'età di 28 anni, lo sciatore austriaco morì in un incidente stradale nella località di Kaltenbach; la sua ultima gara in Coppa del Mondo rimase così il supergigante disputato il 7 marzo precedente a Lillehammer, che aveva chiuso al 12º posto, mentre la sua ultima gara in carriera fu lo slalom gigante dei Campionati neozelandesi 1996, il 5 settembre a Mount Hutt. Non prese parte a rassegne olimpiche.

## Palmarès

### Mondiali juniores
- 3 medaglie:
  - 2 argenti (slalom speciale, combinata a Bad Kleinkirchheim 1986)
  - 1 bronzo (slalom gigante a Bad Kleinkirchheim 1986)

### Coppa del Mondo
- Miglior piazzamento in classifica generale: 20º nel 1995
- 6 podi (4 in slalom gigante, 2 in supergigante):
  - 3 vittorie (2 in slalom gigante, 1 in supergigante)
  - 1 secondo posto
  - 2 terzi posti

#### Coppa del Mondo - vittorie
| Data            | Località   | Paese    | Specialità |
| --------------- | ---------- | -------- | ---------- |
| 14 gennaio 1990 | Alta Badia | Italia   | GS         |
| 23 gennaio 1990 | Veysonnaz  | Svizzera | GS         |
| 16 marzo 1995   | Bormio     | Italia   | SG         |

Legenda:

SG = supergigante

GS = slalom gigante

### Coppa Europa
- Miglior piazzamento in classifica generale: 8º nel 1988 e nel 1992
- 4 podi (dati dalla stagione 1994-1995):
  - 3 vittorie
  - 1 secondo posto

#### Coppa Europa - vittorie
| Data            | Località  | Paese   | Specialità |
| --------------- | --------- | ------- | ---------- |
| 18 gennaio 1995 | La Thuile | Italia  | SG         |
| 17 gennaio 1996 | Les Orres | Francia | SG         |
| 18 gennaio 1996 | Les Orres | Francia | SG         |

Legenda:

SG = supergigante

### South American Cup
- 1 podio (dati dalla stagione 1994-1995):
  - 1 terzo posto

### Australia New Zealand Cup
- 1 podio (dati dalla stagione 1994-1995):
  - 1 vittoria

#### Australia New Zealand Cup - vittorie
| Data             | Località   | Paese         | Specialità |
| ---------------- | ---------- | ------------- | ---------- |
| 2 settembre 1996 | Mount Hutt | Nuova Zelanda | GS         |

Legenda:

GS = slalom gigante

### Campionati austriaci
- 4 medaglie[2]:
  - 3 ori (slalom gigante nel 1990; supergigante nel 1991; supergigante nel 1996)
  - 1 argento (slalom gigante nel 1993)

### Campionati austriaci juniores
- 4 medaglie[2]:
  - 1 oro (slalom gigante nel 1985)
  - 1 argento (combinata nel 1985)
  - 2 bronzi (slalom speciale nel 1985; combinata nel 1986)